# Metilia brunnerii
Metilia brunnerii es una especie de mantis de la familia Acanthopidae.

## Distribución geográfica
Se encuentra en Bolivia, Brasil, Costa Rica,  Nicaragua, Guayana Francesa, Perú, Surinam y Venezuela.